# ساكشي مالك
ساكشي مالك (مواليد 3 سبتمبر 1992) مصارعة هندية، شاركت في دورة الألعاب الأولمبية الصيفية 2016، فازت بالميدالية البرونزية في فئة 58 كجم ، لتصبح أول مصارعة هندية تفوز بميدالية في دورة الألعاب الأولمبية. هي جزء من برنامج جي إس دبليو للتميز الرياضي جنبًا إلى جنب مع زميلاتها من المصارعات فينش فوغات وبابيتا كوماري وجيتا فوغات.